# Список зарубежных поездок Хокона VII

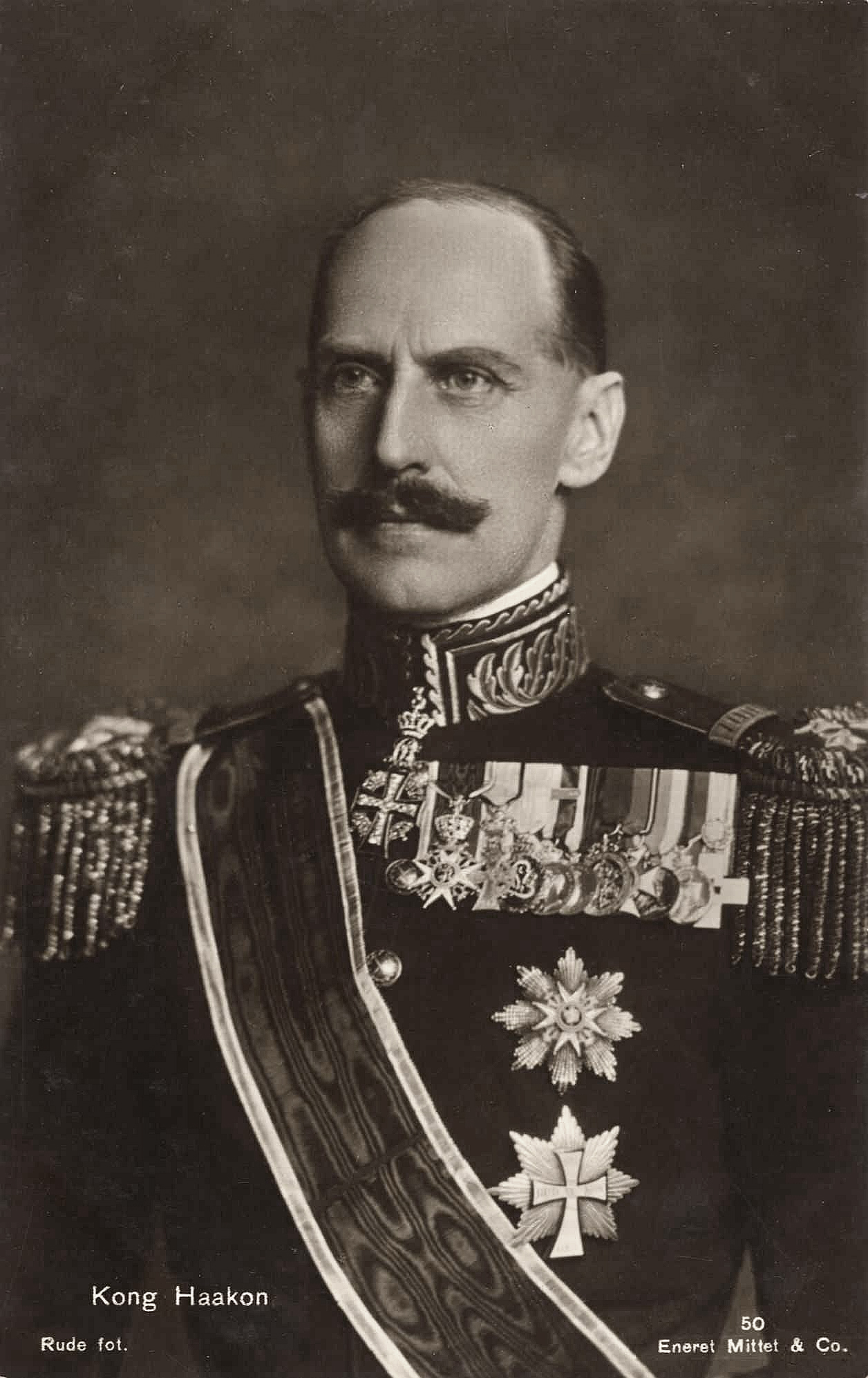
Король Норвегии Хокон VII

В начальный период существования независимой норвежской монархии особое значение имело заручиться поддержкой великих европейских держав. В связи с этим, король Норвегии Хокон VII (норв. Haakon VII) за время своего правления (1905—1957) совершил 13 поездок в 8 стран. В первых поездках короля сопровождала королева-консорт Мод. В 1938 году король овдовел, в связи с чем в дальнейшем совершал визиты без консорта.
Свой первый международный государственный визит Хокон VII нанес в Данию в октябре 1906 года, а последний — в Нидерланды в августе 1954 года.
В число данных поездок входят 3 визита в Данию (1906, 1913, 1948), 2 визита в Великобританию (1906, 1951), Швецию (1918, 1951) и Нидерланды (1923, 1954). Помимо этих стран, король посетил Германскую империю (1906), Францию (1907), Бельгию (1923) и Финляндию (1928).

## Визиты
Ниже приведено количество визитов:
- 3 визита — Дания
- 2 визита — Великобритания, Швеция, Нидерланды
- 1 визит — Бельгия, Германская империя, Финляндия, Франция

### 1900-е
| Дата                 | Страна визита      | Место/а визита            | Цель визита | Примечания        |
| -------------------- | ------------------ | ------------------------- | --- | ----------------- |
| 3—9/4—8 октября 1906 | Дания              | Копенгаген                | - Встреча с королем Дании Фредерика VIII и королевой Ловисой - Награждение короля Греции Георга I и 33 человек орденом Святого Олафа                                             | [ 4 ] [ 5 ] [ 6 ] |
| 14—16 ноября 1906    | Великобритания     | Портсмут, Виндзор, Лондон | - Встреча с королём Великобритании Эдуарда VII и королевой-консортом Александрой - Награждение короля Эдуарда VII и 46 человек орденом Святого Олафа - Получение ордена Подвязки | [ 5 ] [ 7 ]       |
| 15—16 декабря 1906   | Германская империя | Берлин, Потсдам           | - Встреча с германским императором Вильгельмом II и королевой-консортом Августой Викторией - Награждение 69 человек орденом Святого Олафа                                        | [ 5 ] [ 8 ] [ 9 ] |
| 27–30 мая 1907       | Франция            | Париж                     | - Встреча с президентом Франции Арманом Фальером и его женой - Награждение 20 человек орденом Святого Олафа                                                                      | [ 1 ] [ 10 ]      |

### 1910-е
| Дата                | Страна визита | Место/а визита | Цель визита | Примечания |
| ------------------- | ------------- | -------------- | --- | ---------- |
| 11–13 июня 1913     | Дания         | Копенгаген     | - Встреча с королём Дании Кристианом X и королевой Александриной - Награждение 29 человек орденом Святого Олафа | [ 11 ]     |
| 15–18 сентября 1918 | Швеция        | –              | Встреча с королём Швеции Густавом V и королевовй Викторией                                                      | [ 3 ]      |

### 1920-е
| Дата           | Страна визита | Место/а визита | Цель визита                                                                | Примечания |
| -------------- | ------------- | -------------- | -------------------------------------------------------------------------- | ---------- |
| 5–7 июня 1923  | Нидерланды    | –              | Встреча с королевой Нидерландов Вильгельминой и принцем-консортом Генрихом | [ 3 ]      |
| 8–10 июня 1923 | Бельгия       | –              | Встреча с королём Бельгии Альбертом I и королевой-консортом Елизаветой     | [ 3 ]      |
| 2–4 июня 1928  | Финляндия     | –              | Встреча с президентом Финляндии Лаури Реландером                           | [ 3 ]      |

### 1940-е
| Дата               | Страна визита | Место/а визита | Цель визита                                              | Примечания |
| ------------------ | ------------- | -------------- | -------------------------------------------------------- | ---------- |
| 17–19 февраля 1948 | Дания         | Копенгаген     | Встреча с королём Дании Фредериком IX и королевой Ингрид | [ 12 ]     |

### 1950-е
| Дата               | Страна визита  | Место/а визита        | Цель визита | Примечания    |
| ------------------ | -------------- | --------------------- | --- | ------------- |
| 5–7 июня 1951      | Великобритания | Лондон                | - Встреча с королём Великобритании Георгом VI и королевой-консортом Елизаветой - Награждение 19 человек орденом Святого Олафа | [ 13 ] [ 14 ] |
| 23–25 марта 1953   | Швеция         | Сёдертелье, Стокгольм | - Встреча с королём Швеции Густавом VI и королевой-консорта Луизой - Награждение 52 человек орденом Святого Олафа             | [ 15 ] [ 16 ] |
| 12–14 августа 1954 | Нидерланды     | Амстердам             | Встреча с королевой Нидерландов Юлианой и принцем-консортом Бернардом                                                         | [ 17 ]        |

## Комментарии
1. ↑  Король Фредерик VIII и королева Ловиса приходились родителям королю Хокону VII.
2. ↑  Также во время визита встретили вдовствующую императрицу Марию Фёдоровну и принцессу Хильду Ангальт-Дессаускую[англ.].
3. ↑  В поездке короля сопровождал его сын Улаф.
4. ↑  Король Эдуард VII приходился дядей и тестем королю Хокону VII.
5. ↑  В поездке короля сопровождал его сын Улаф.
6. ↑  Во время визита в Порстмут встретили принца Уэльского Георга и Фритьофа Нансена.
7. ↑  Принцесса Виктория приходилась сестрой королеве Мод.
8. ↑  Во время визита в Виндзор также встретили принцессу Великобританскую и Ирландскую[англ.] Викторию, герцога и герцогиню Коннаутских и Стратернских Артура и Луизу и их детей Патрицию и Артура и герцогиню Аргайл Луизу[g].
9. ↑  Во время визита в Лондон встретили мэра Паддингтона Герберта Лидиарда и его дочь.
10. ↑  Во время визита также встретили графа Августа цу Эйленбурга[англ.]
11. ↑  В поездке короля сопровождал его сын Улаф.
12. ↑  Королева Александра и принцесса Виктория приходились матерью и сестрой королеве Мод.
13. ↑  Во время визита также встретили бывшего президента Эмиля Лубе, королеву Великобритании Александру и принцессу Великобритании Викторию[l].
14. ↑  Король и королева посетили министерство иностранных дел, Елисейский дворец, Дом инвалидов.
15. ↑  Брат короля Густав сопровождал своих родителей, короля и королеву Дании в Норвегию. Во время поездки Густав заболел корью и лечился в королевский дворец в Осло. После выздоровления Густава король и королева Норвегии перед поездкой во Францию 26 мая с 7.55 по 11.00 посетили Копенгаген, чтобы сопроводить туда Густава.
16. ↑  Король Кристиан X и принц Харальд приходилились братьями королю Хокону VII.
17. ↑  В поездке короля сопровождал его сын Улаф.
18. ↑  Во время визита также встретили принца Харальда и его жену Елену, принцессу Тиру, вдовствующую императрицу Марию Фёдоровну, принцев Дании Густава и Вальдемара, графа Розенборга Оге.
19. ↑  Также во время визита встретили государственного министра Клауса Бернтсена, председателя Верховного суда Дании Нильса Лассена, епископа Зеландии Харальда Остенфельда, ректора университета Копенгагена Хектора Юнгерсена.
20. ↑  Король Фредерик IX приходился племянником королю Хокону VII.
21. ↑  Также встретил принцесс Дагмару, Каролину и Маргариту, принцев Кнуда и Акселя, графа и графиню Розенборг Вигго и Элеанор.
22. ↑  Король Георг VI приходился племянником королеве Мод.
23. ↑  Во время визита также встретил принцесс Елизавету, Маргарет и Астрид, герцога Глостерского Генри
24. ↑  Король Густав VI приходился троюродным братом королю Хокону VII.
25. ↑  Во время визита также встретил герцога Халландского Бертиля.